# Botanophila monacensis
Botanophila monacensis är en tvåvingeart som först beskrevs av Willi Hennig 1970.  Botanophila monacensis ingår i släktet Botanophila och familjen blomsterflugor. Arten är reproducerande i Sverige. Inga underarter finns listade i Catalogue of Life.